# بابون مقدس
بابون مقدس (به انگلیسی: Hamadryas baboon) یک نوع میمون دم‌کوتاه از خانوادهٔ میمون بر قدیم است. این گونه از میمون‌ها از سردهٔ انترها و در راسته نخستی‌سانان هستند، و در شاخ آفریقا و جنوب‌غربی شبه جزیره عربستان زندگی می‌کنند. در باورهای دینی مصر باستان؛ این جانور مقدس بود، از این رو آن را بابون مقدس می‌نامند.